# 赫里福德座堂

赫里福德座堂（英語：Hereford Cathedral）是位於英國英格蘭城市赫里福德的一座英格蘭教會的教堂，始建於1079年。赫里福德座堂以赫里福德地圖而聞名，這是一幅製作於13世紀的世界地圖，反映了當時人們的世界觀。赫里福德座堂的建築是英國的一級登錄建築。

## 外部連結
- Official site （页面存档备份，存于）
- A history of the choristers and choir school of Hereford Cathedral
- Flickr images tagged Hereford Cathedral
- . Metalwork. Victoria and Albert Museum.   [22 September 2007]. （原始内容存档于2008-04-01）.